# Giuseppe d'Alvino
Giuseppe d'Alvino, également Albina, appelé il Sozzo (né en à Palerme en 1550 et mort dans la même ville le 19 avril 1611 est un peintre, architecte et sculpteur italien du maniérisme qui fut actif en Sicile.

## Biographie
Giuseppe d'Alvino est un élève du sculpteur Giuseppe Spatafora (it). Bien qu'il soit répertorié comme architecte, les résultats de son travail ne sont pas connus. Une statue en marbre Immacolata pour l'église San Francesco et San Demetrio à Tropea est toujours présente dans l'église. La plupart de ses peintures se trouvent dans la région de Palerme. Son assistant est le peintre Leonardo De Naso et  Gaspare Balsano est cité comme étant son élève. Les peintures « Immacolata » (1623) dans l'église palermitaine Santa Maria Nuova et une Crucifixion au Museo Diocesano di Palermo (it) sont de son fils Pietro Alvino (décédé 1626).